# Тиктинский-Шкловский, Виктор Маркович
Виктор Маркович Тиктинский-Шкловский (1928—2020) — советский и российский учёный-психолог и психотерапевт, специалист в области патологии речи и нейрореабилитации, доктор психологических наук (1976), профессор (1984). Академик РАО (2001; член-корреспондент, 1995).

## Биография
Родился 10 ноября 1928 года в Харькове.
С 1946 по 1951 год обучался на дефектологическом факультете Ленинградского государственного педагогического института имени А. И. Герцена. С 1951 по 1953 год работал в должности районного дефектолога.
С 1953 по 1968 год — на педагогической работе в Ленинградском государственном педагогическом институте имени А. И. Герцена, занимался подготовкой специалистов-психиатров на дефектологическом факультете. Одновременно с 1959 по 1967 год в должности научного сотрудника работал в логотерапевтическом отделении Ленинградской клинической психоневрологической больницы имени И. П. Павлова и являлся главным специалистом логотерапии Ленинградского городского отдела здравоохранения. В 1968 году по приглашению А. Р. Лурия был переведён в НИИ судебной психиатрии имени В. П. Сербского, где с 1968 по 1971 год работал в должности старшего научного сотрудника.
С 1971 года был назначен руководителем отдела патологии речи и нейрореабилитации Московского НИИ психиатрии. Основными вехами научной деятельности В. М. Тиктинского-Шкловского были вопросы из области психотерапии, нейродефектологии, нейрореабилитации, клинической психологии и патологии речи. В. М. Тиктинский-Шкловский являлся разработчиком  концепции диагностики лечения и нейрореабилитации больных с последствиями черепно-мозговой травмы, инсульта, заболеваний центральной нервной системы, а также системы организации специализированной медицинской помощи больным на разных стадиях заболевания. Под его руководством были созданы система количественной оценки нейропсихологических тестов по диагностике нарушений памяти, функции речи, письма и чтения, а также методика невербальной коммуникации, которая способствовала растормаживанию речи у больных с расстройствами, ранее не поддававшимися коррекции. Им было опубликовано более двухсот сорока научных трудов и несколько монографий.
В 1967 году защитил диссертацию на соискание учёной степени кандидата психологических наук по теме: «Коллективная система логопедической работы и психотерапии при заикании», в 1976 году — доктора психологических наук по теме: «Заикание: клинико-психологический и экспериментально-психологический аспекты». В 1984 году решением ВАК ему было присвоено учёное звание профессора.
В 1995 году был избран член-корреспондентом, в 2001 году — академиком Российской академии образования. За тесное сотрудничество с факультетом психологии МГУ В. М. Тиктинский-Шкловский был удостоен почётного звания — Почётный профессор МГУ имени М. В. Ломоносова.
Скончался 9 ноября 2020 года в Москве.

## Семья
Супруга — Ирина Аветисовна Подошьян (1932-2020), советская эстрадная певица.

Пасынок — Андрей Орестович Подошьян (род. 1958), российский актёр, режиссёр, художник, арт-фотограф.

## Награды
Основной источник:
- Премия РАМН имени В. М. Бехтерева (1996 — «за лучшую научную работу в области неврологии и психиатрии за монографию "Заикание"»)
- Премия мэрии Москвы и присвоение звания «Лауреат премии мэрии Москвы в области медицины» (1997)
- Дважды лауреат премии «Призвание» (2009 — «за создание нового направления в медицине»; 2003 — «за вклад в развитие медицины, внесённый представителями фундаментальной науки немедицинских профессий»)